# Antifolk
El antifolk es un subgénero musical que toma características de géneros como el folk, el punk o el rock alternativo. Aún se debate acerca de la definición y las características de este subgénero, ya que varían de un artista a otro. Sin embargo, es bastante aceptado que la música tiende a sonar poco pulida incluso experimental en algunos casos. El antifolk fue fundado en Nueva York durante los años 80 y 90 por el músico y autor Lach.

## Artistas de la escena antifolk

### México
- Juan Cirerol
- Lvxville

### Argentina
- Brian Dinamo
- Billordo
- Fuga Castro
- Iñaqui Ilarragorri
- Le Perdant
- Papel de Sanitario
- Maria Torpe

### Canadá
- Feist

### Chile
- El Perseguidor
- Pupi / Iván Cerón
- Andy Moletto

### España
- Olivia de Happyland
- The Missing Leech
- Kana Kapila
- Filthy Sally
- Oriol Stardust
- Nathie Mol

### Estados Unidos
- Lach (antifolk founder)
- Elizaveta
- Beck
- Ani DiFranco
- Cindy Lee Berryhill
- Paleface
- Kirk Kelly
- Joie/Dead Blonde Girlfriend
- Hamell on Trial
- Diane Cluck
- Jeffrey Lewis
- Major Matt Mason USA
- Dufus
- Soft Black
- Adam Green
- Brenda Kahn
- Kimya Dawson
- Moldy Peaches
- Lach
- Only Son
- Dan Fishback
- Cheese On Bread
- Debutante Hour
- Phoebe Kreuz
- Dan Costello
- Brook Pridemore
- Debe Dalton
- Eric Wolfson
- Elizabeth Devlin
- Creaky Boards
- Brian Speaker
- Steve Spinola
- Toby Goodshank
- Art Sorority For Girls
- Elastic No-No Band
- The Bowmans
- The Wowz
- Everybody Knows
- Bryan McPherson
- Earl Pickens
- Hugga Brumstik
- Roger Manning
- David L.K. Murphy
- Pablo Das
- Joe Bendik
- Emily Hope Price
- Pearl and the Bird
- Nick Casey
- The Venn Diagrams
- Ben Krieger
- The Best
- Shira Goldberg
- Ben Godwin

### Reino Unido
- Pj Liguori
- Kate Nash
- Dan Treacy
- JJ Crash
- Lucy Joplin
- Paul Hawkins
- Emmy the Great
- David Cronenberg's Wife
- Filthy Pedro
- Dana Immanuel
- Laura Marling
- Shrieking Violets
- Steve White
- Freedom Screech
- Crywank

### Rusia
- Regina Spektor

- Datos: Q574651